# Саяногорск
Саяного́рск (хак. Наа Сойан Тура) — город в России, в Республике Хакасия. Административный центр городского округа город Саяногорск. По площади и населению занимает третье место в регионе. Численность населения 44 872 чел. (2021).

## Этимология
В начале XVIII века в долине Енисея было обозначено предполагавшееся место строительства Саянского острога. Этот проектируемый острог построен не был, а возникшее на отведённом для него месте село получило название Означенное. В результате промышленного развития село в 1975 году было преобразовано в город Саяногорск, отражающее его положение у подножья Саянских гор, при выходе Енисея из Саянского коридора.

## Физико-географическая характеристика
Географическое положение
Город расположен на левом берегу Енисея, в 80 км к югу от Абакана, в 45 км к востоку от железнодорожной станции Камышта на Южсибе.
Рельеф
Город расположен в степной зоне, посёлки Малый Карак, Большой Карак, Майна, Черёмушки и Богословка находятся в горно-таёжной зоне.
Часовой пояс
Город Саяногорск находится в часовой зоне МСК+4. Смещение применяемого времени относительно UTC составляет +7:00.
Климат
Умеренно континентальный климат. 
Годовое количество осадков: 250—300 мм. Выпадают, в основном, в тёплый период времени. 
Средняя температура июля: +18,6 °C.
Средняя температура января: −25,0 °C. 
Продолжительность вегетационного периода: 160 дней.

## История
Был основан 6 ноября 1975 года в связи со строительством Саяно-Шушенской ГЭС и Саянского алюминиевого завода на месте существовавшего с начала XIX века села Означенного.
Крепость енисейских кыргызов Омай-Тура (отсюда русское Майно, название Майнского порога) закрывала проход вдоль Енисея в Хакасско-Минусинскую котловину. На её месте русскими властями был основан Саянский острог. В начале XVIII века в Сибири закончились завоевания новых территорий, поэтому военная деятельность казаков на Енисее была постепенно перенесена в Абаканскую степь, где на границе тайги и степи возникла новая пограничная линия.
Село Означенное, стоящее на левом берегу Енисея, имеет давнюю историю: Тапойлов Лог в честь местного наместника Тополова Наума «Означенный пункт есть граница государства Российского», — так записано в исторических документах. Здесь издавна стоял русский пограничный столб и дозорная вышка пограничных казаков, а неподалёку располагались поселения хакасов. В 1830 году крестьяне из деревни Очуры, отставные казаки отец и сыновья Саломатовы основали у Майнского порога деревню Означенную Шушенской волости Минусинского округа. По другим данным, русский царь Пётр Первый приказал поставить казачью крепость у выхода реки Енисей в Абаканскую степь на строго определённом месте. Крепость по указу от 1711 года должна была защищать южные границы Сибири во всей Минусинской котловине, в том числе новоподданных Российской империи сибирских татар (предков хакасов), от набегов тувинцев (соётов) и монголов. Указал на карте место и приказал «построить острог и сие место на карте означить».
Новая страница истории Означенного началась с приходом изыскателей и строителей Саяно-Шушенской ГЭС. В 1965 году неподалёку был заложен временный посёлок строителей строительно-монтажного поезда. В 1968 году было развёрнуто строительство крупнопанельного домостроения: быстро стали расти пятиэтажные дома, создаваться объекты производственной инфраструктуры, был образован поселковый совет. В 1970-е гг. промышленное и гражданское строительство расширилось. В 1973 году начал выдавать продукцию комбинат «Саянмрамор» на базе Кибик-Кордонского и Саянского месторождений мрамора и гранита.
Развернувшееся строительство [Саяно-Шушенской ГЭС дало мощный толчок развитию производительных сил этого района и росту городских поселений. За короткий срок возникли посёлки городского типа Черёмушки (посёлок гидростроителей) и Означенное (на месте бывшего села), которые вместе с посёлком городского типа Майна в 1975 году стали основой для образования города Саяногорска.

## Население
| 1959    | 1970    | 1979    | 1989    | 1996    | 1998    | 2000    | 2001    | 2002    | 2005    | 2006    | 2007    | 2008    |
| ------- | ------- | ------- | ------- | ------- | ------- | ------- | ------- | ------- | ------- | ------- | ------- | ------- |
| 4600    | ↗13 700 | ↗21 880 | ↗50 188 | ↗56 000 | ↘55 600 | ↘55 100 | →55 100 | ↘50 255 | ↘49 300 | ↘49 100 | ↘48 900 | ↘48 600 |
| 2009    | 2010    | 2011    | 2012    | 2013    | 2014    | 2015    | 2016    | 2017    | 2018    | 2019    | 2020    | 2021    |
| ↘48 583 | ↗49 887 | ↗49 900 | ↘49 145 | ↘48 942 | ↘48 851 | ↘48 740 | ↘48 299 | ↘47 983 | ↘47 358 | ↘46 709 | ↘45 951 | ↘44 872 |

На 1 января 2025 года по численности населения город находился на 348-м месте из 1124 городов Российской Федерации.

## Планировка
Саяногорск делится на десять микрорайонов:
- 1 и 2 — Енисейский,
- 3 и 4 — Заводской,
- 5 — Комсомольский,
- 6 — Южный,
- 7 — Советский,
- 8 — Интернациональный,
- 9 — Ленинградский,
- 10 — Центральный.

Также есть улицы: Ленина (главная и самая длинная улица города), 30-летия КрасноярскГЭСстроя, Металлургов, Шушенская, Дорожная, Транспортная, Индустриальная, Ивана Ярыгина, Успенского, Пионерская, Почтовая. Кроме того, существуют поселки Ай-Дай, Геологов, Усадьба, Летник, КСРЗ.

## Городской праздник
Главным культурным событием для города является День металлурга, который празднуется в третье воскресенье июля. Обязательным завершением праздника считается концерт звёзд российской эстрады на городском стадионе «Строитель».

## Средства массовой информации
Газеты
В Саяногорске издаётся ряд еженедельных информационных изданий: «Твоя среда», «Саяногорский курьер», «Саянские ведомости», «Каратош».

## Кинотеатры
Кинотеатр «Альянс» с одним залом, расположен в отдельном здании. Кинотеатр «Спутник + кино» с 2-мя залами, расположенными в торговом центре «Спутник]».

## Дома культуры
Массовые представления и спектакли проходят во Дворце культуры «Визит», центре детского творчества и вр Дворце культуры «Энергетик» (пгт. Черёмушки).

## Краеведческий музей
Фонд музея насчитывает 29 185 единиц основного и вспомогательного хранения. Часть экспонатов представлены на постоянно действующих выставках в зале древностей и в зале боевой славы.

## Библиотеки
Саяногорская централизованная библиотечная система включает в себя 6 библиотек:
- центральную библиотеку,
- две детских библиотеки,
- библиотеку для семьи в пгт. Черёмушки,
- библиотеку «Майнская»,
- библиотеку «Радуга»,
- библиотеку «Родник».

Первая библиотека была основана в 1948 году в деревне Означенной Бейского района. В 1970 году она стала городской после присвоения Означенному городского статуса. В 1966 году открылась библиотека в посёлке Майна, а в 1969 году — в рабочем посёлке Черёмушки.

## Образование
В городе работают девять общеобразовательных школ, лицей, Саяногорский политехнический техникум, техникум «СТЭМИ». В рабочем поселке Черемушки расположен Саяно-Шушенский филиал Сибирского федерального университета.

## Экономика

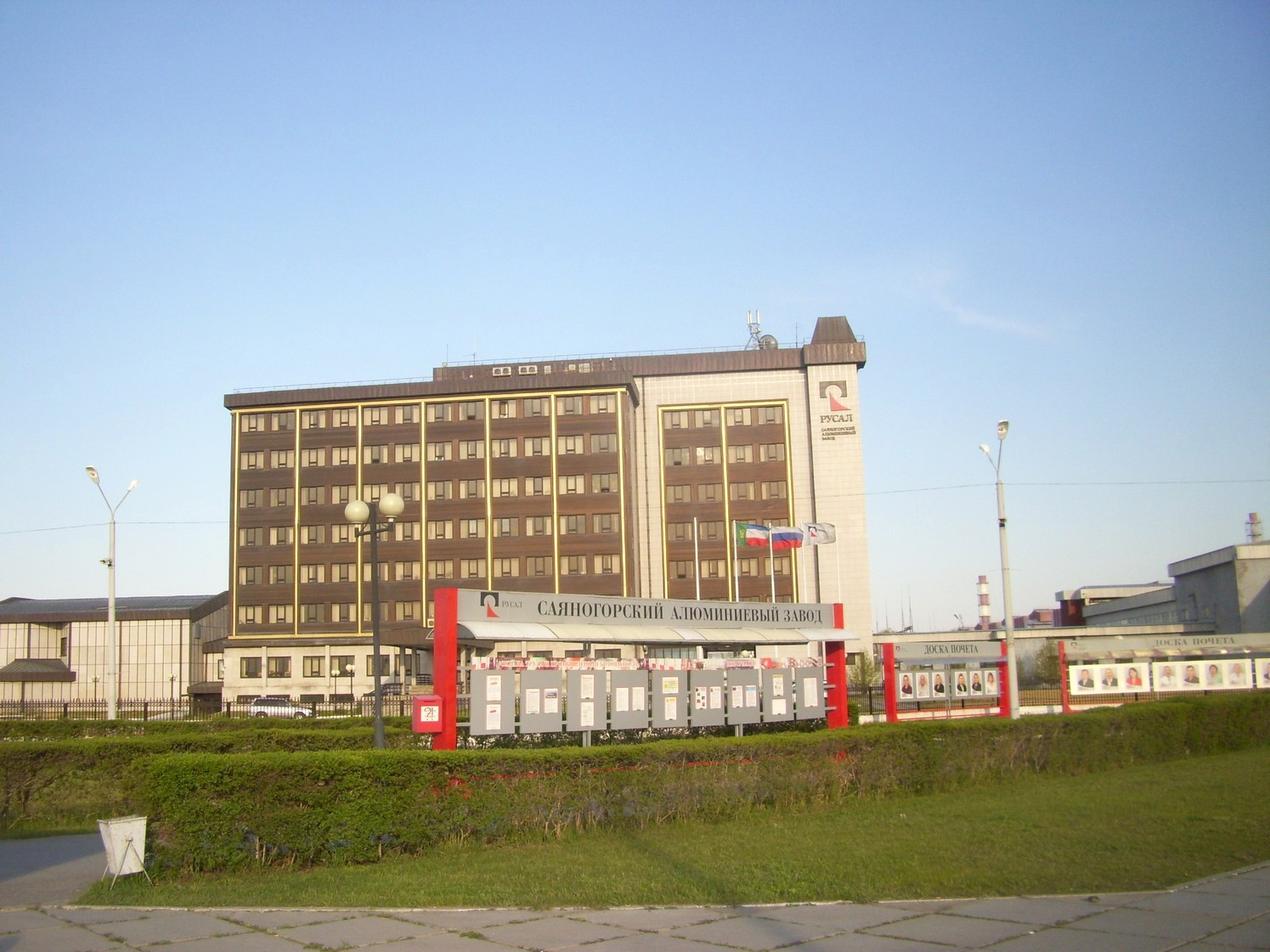
Саяногорский алюминиевый завод

### Промышленность
Основные промышленные предприятия города:
- Саяногорский алюминиевый завод (производство первичного алюминия и сплавов на его основе (с 1985 года);
- завод «Русал Саянал» (производство алюминиевой фольги и упаковочных материалов на её основе (с 1995 года);
- Хакасский алюминиевый завод (производство первичного алюминия и сплавов на его основе (с декабря 2006 года);
- АО «Отделение временной эксплуатации» — предприятие промышленного железнодорожного транспорта;
- филиал ПАО «Россети» — «ФСК ЕЭС „Хакасское“ ПМЭС Сибири»;
- компания ООО «Промстрой»;
- завод «Саянмолоко».

### Энергетика
- Саяно-Шушенская ГЭС (пуск 1-го гидроагрегата состоялся 18 декабря 1978 года)
  - Подстанция «Означенное», 500 кВ (Хакасия, Тува, Ак-Сугский горно-обогатительный комбинат,…)
- Майнская ГЭС.

### Банки
В Саяногорске работают офисы 12 коммерческих банков:
- Азиатско-тихоокеанский банк,
- Росбанк,
- Россельхозбанк,
- Сбербанк,
- Совкомбанк,
- Хакасский муниципальный банк,
- Альфа-Банк,
- Почта Банк.

### Мэр
Евгений Иванович Молодняков директор по связям с общественностью и государственными органами АО «РУСАЛ Саяногорский Алюминиевый завод», депутат Совета депутатов МО город Саяногорск пятого созыва на непостоянной основе. Вступил в должность администрации исполнительной власти 13 сентября 2022 г.

## Транспорт

### Транспорт
В пределах Саяногорского городского округа курсируют следующие маршруты автобусов:
- 4, 5/2 и 5 Саяногорск — Ай-Дай,
- 6 Саяногорск — Большой Карак,
- 2 и 2А Саяногорск — Черёмушки,
- 1 поселок КСРЗ (Комбината сборно-разборных зданий) — Геологи.
- 114 Саяногорск — Сизая

На всех вышеуказанных муниципальных автобусах стоимость проезда независимо от пройденного расстояния и маршрута составляет 22 рубля с 1 августа 2016 года. Частные перевозчики, работающие на маршрутных такси, предлагают более дорогие расценки.
Также в городе действуют несколько десятков служб такси, самым популярным сервисом заказа такси является Максим.
В городе есть автовокзал, откуда отправляются междугородние автобусы компании «Саян-Экспресс» в Абакан и Красноярск.
Из города также можно уехать в населённые пункты Бея, Сабинка, Калы, Новотроицкое, Новоенисейка, Очуры, Новониколаевка, Абаза, Шушенское, Сизая, Аскиз.
Раньше к северу от города функционировал аэропорт, откуда можно было улететь в Красноярск и Кызыл, однако в 1990-х годах из-за нерентабельности все рейсы были прекращены, здание аэровокзала демонтировано. Вскоре на базе аэропорта открылся авиаклуб «Витязь», действующий по сей день.
Саяногорск имеет автомобильное сообщение с Абаканом и Минусинском.

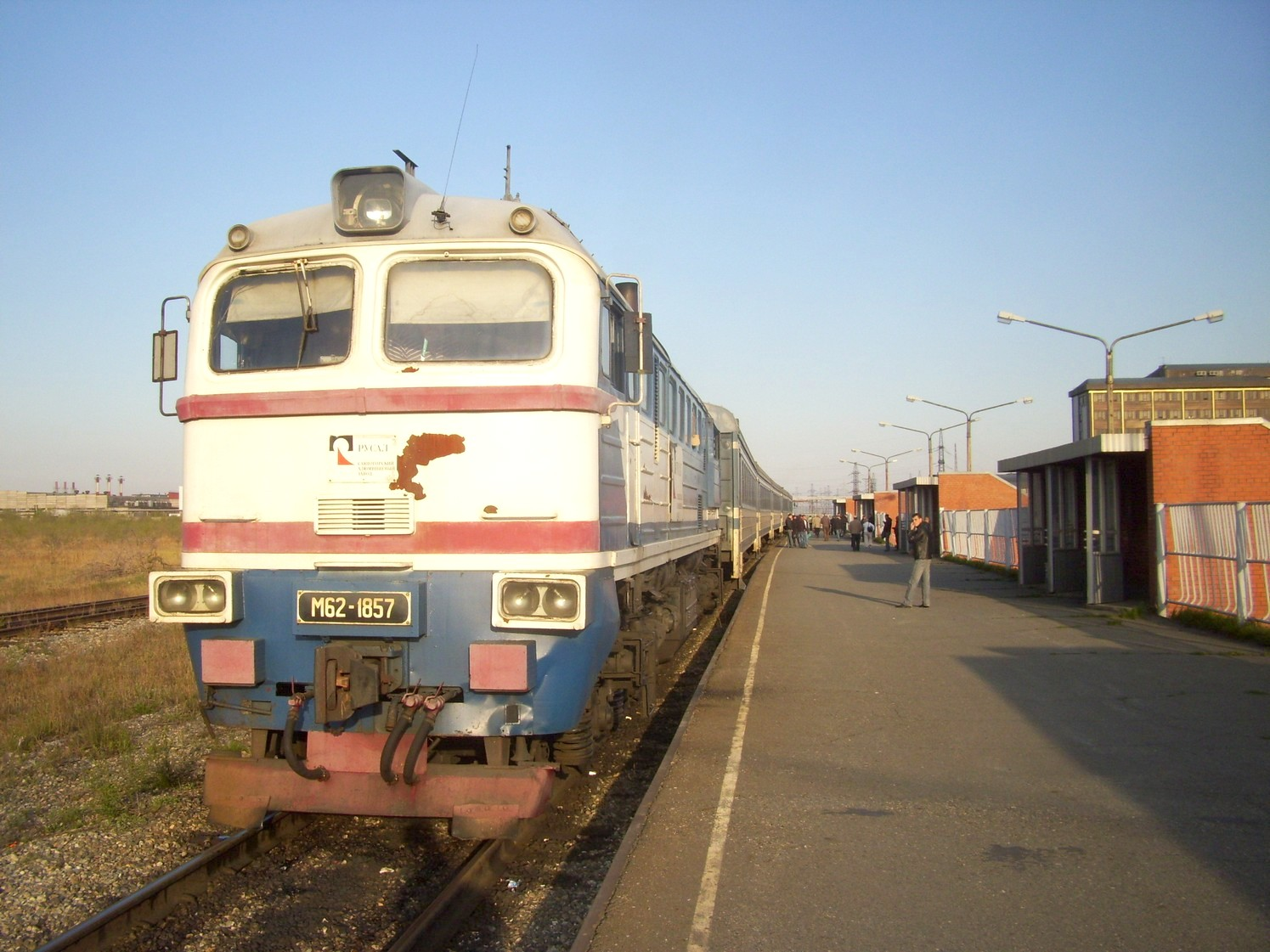
Дизель-поезд ДПСаАЗ-0001 на станции Предзаводская (жарг.: Мотаня)

К городу подходят две невзаимосвязанные железнодорожные линии: Камышта — Саяногорск (грузовая) и Предзаводская — Саяногорск (пассажирская, используется только для пассажирских перевозок между городом и Саяногорским алюминиевым заводом). Дальнего пассажирского железнодорожного сообщения Саяногорск не имеет.
Редкой для России особенностью является наличие внутригородского железнодорожного транспорта. Городской пассажирский дизель-поезд 8-9 раз в день курсирует между городом и Саяногорским алюминиевым заводом, который находится на удалении от жилых районов, но входит в городскую черту. В качестве подвижного состава используется дизель-поезд ДПСаАЗ (дизель-поезд Саянского алюминиевого завода), сформированный из двух тепловозов ДМ62 и прицепных вагонов Демиховского машиностроительного завода. Проезд в поезде бесплатный.

## Связь
Стационарная связь
Монопольным оператором стационарной связи является ПАО «Ростелеком».
Сотовая связь
В городе действуют 5 операторов сотовой связи: «Билайн», МТС, «МегаФон», Tele2 Россия, Yota.

## Религия
- Храм в честь Святой Живоначальной Троицы[27].

## Туризм и отдых
На территории городского округа работают горнолыжный курорт «Гладенькая», спортивно-оздоровительный центр «Жарки», санаторий-профилакторий «Металлург». В городе действуют два магазина туристической направленности «Спортландия», находящаяся в крупном торговом центре «Амыл» и «Суперспорт», небольшой магазин в 8 микрорайоне.
Гостиницы
В Саяногорске на въезде в город находится трёхзвёздочный отель «Саяногорск». Спорт-отель «Гладенькая», расположенный в долине Бабик (предгорье Западного Саяна), в 7,5 км от горнолыжных трасс и подъёмников. В пгт. Черёмушки работает гостиница «Борус». В пгт. Майна действует гостиница «Прима». На автовокзале в 2016 г. открыта гостиница «Енисей».

### Прочие достопримечательности
- Хребет Борус.
- Вид на водосброс Саяно-Шушенской ГЭС.
- Речные катера на Саяно-Шушенском водохранилище.
- Туристическо-развлекательный центр «Тортуга».
- Майнский медный рудник.
- Мраморный карьер.
- Гладенькая.
- Экстрим парк «Мраморка»
- Экскурсионные сплавы на Sup-board и Каяках